# Aleksander Dzembritzki

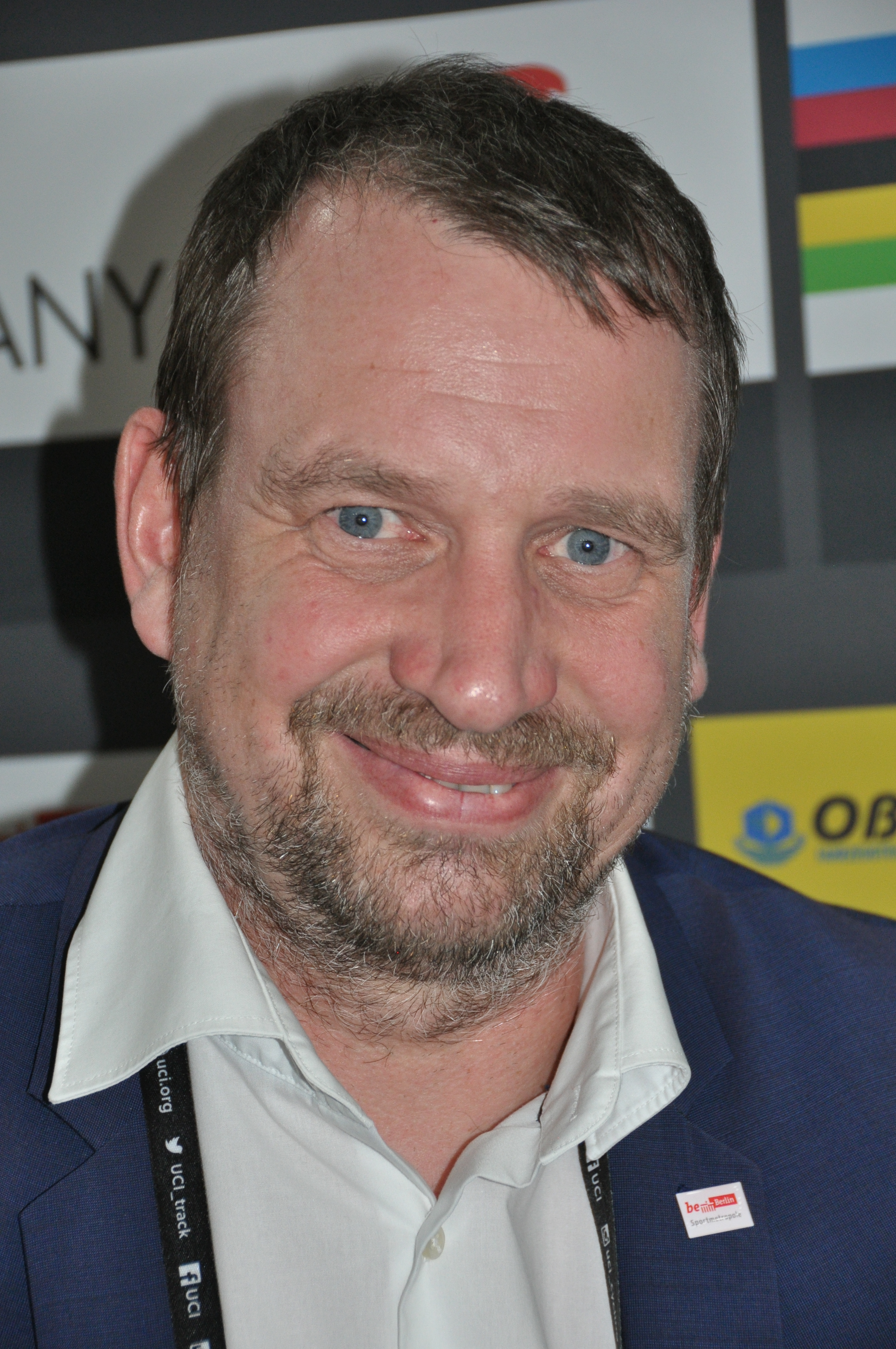
Aleksander Dzembritzki (2020)

Aleksander Dzembritzki (* 30. April 1968 in West-Berlin) ist ein deutscher Lehrer, politischer Beamter und Politiker (SPD). Von Mai 2018 bis Dezember 2021 war er Staatssekretär für den Geschäftsbereich Sport in der Senatsverwaltung für Inneres und Sport des Landes Berlin.

## Leben

### Ausbildung und Beruf
Dzembritzki legte 1988 das Abitur an der Bettina-von-Arnim-Oberschule ab. Er absolvierte ein Lehramtsstudium an der Freien Universität Berlin, welches er 2001 mit dem Ersten Staatsexamen in den Fächern Sport und Grundschulpädagogik beendete. In der Folge absolvierte er von Mai 2001 bis Mai 2003 sein Lehramtsreferendariat an der Märkischen Grundschule und schloss dieses mit dem Zweiten Staatsexamen für das Amt des Lehrers in Berlin ab. Von April 2004 bis Juli 2006 war er als Lehrer an der Grund- und Hauptschule Kücknitz in Lübeck tätig. Dort fungierte er von Mai 2005 an als gewählter Fachleiter Sport, ab August 2005 als gewählter Leiter der Lehrerkonferenz sowie von September 2005 an als gewähltes Mitglied des Personalrates. Im August 2006 übernahm Dzembritzki den Aufbau einer sogenannten Flex-Klasse als Klassenlehrer an der Grund- und Hauptschule Roter Hahn in Lübeck-Kücknitz.
Zum 16. Oktober 2006 übernahm er die Schulleitung der in die bundesweiten Schlagzeilen geratenen Berliner Rütli-Schule. Dort wirkte er ab August 2007 als Mitglied der kooperativen Schulleitung im Projekt Pilotphase Gemeinschaftsschule und war von Februar 2008 an geschäftsführender Schulleiter des Schulverbundes Campus Rütli im Projekt Pilotphase Gemeinschaftsschule. Seinen Posten als Schulleiter gab Dzembritzki 2009 aufgrund der Fusion mit der Heinrich-Heine-Oberschule hin zur Gemeinschaftsschule auf dem Campus Rütli ab.

### Politische Tätigkeiten
Im August 2009 wurde er allgemeiner Seminarleiter in der Lehrerausbildung in der heutigen Berliner Senatsverwaltung für Bildung, Jugend und Familie. Diese Funktion übte er bis zu seiner Berufung zum Staatssekretär im Mai 2018 aus.
Mit 16 Jahren wurde Dzembritzki Mitglied der Sozialdemokratischen Partei Deutschlands. Von November 2011 bis Juni 2018 war er Mitglied der SPD-Fraktion in der Bezirksverordnetenversammlung Reinickendorf. Dort fungierte er als Mitglied im Sportausschusses und stellvertretender Fraktionsvorsitzender, war er von 2011 bis 2016 Vorsitzender des Schulausschusses sowie von 2016 bis 2018 Vorsitzender des Ausschusses für Stadtplanung, -entwicklung, Denkmalschutz, Umwelt und Natur.
Für die Wahl zum 19. Deutschen Bundestag (2017) beabsichtigte er, im Bezirk Reinickendorf als Direktkandidat für die SPD anzutreten. Die Wahlkreiskonferenz der SPD Reinickendorf wählt jedoch Thorsten Karge.
Ende April 2018 wurde bekannt, dass Aleksandr Dzembritzki im Mai 2018 als Nachfolger von Christian Gaebler zum Staatssekretär der von Senator Andreas Geisel geleiteten Senatsverwaltung für Inneres und Sport (Senat Müller II) ernannt werden soll. Im Gegensatz zu seinem Vorgänger wurde er jedoch nicht mit der Leitung der Senatsverwaltung betraut. Diese Funktion übernahm Staatssekretärin Sabine Smentek, die ab Ende 2016 in der Senatsinnenverwaltung für Informations- und Kommunikationstechnologie zuständig war. Im Zuge der Bildung des Senats Giffey schied er im Dezember 2021 aus dem Amt aus.

### Privates
Aleksander Dzembritzki ist der Sohn des ehemaligen Bundestagsabgeordneten, Berliner SPD-Landesverbandschefs und Bezirksbürgermeisters von Reinickendorf Detlef Dzembritzki. Er ist verheiratet und Vater zweier Kinder.